# واد الخير
واد الخير إحدى بلديات دائرة عين تادلس التابعة لولاية مستغانم.